# Residui di Rock 'n' Roll
Residui di Rock 'n' Roll è il 21º tour musicale di Gianluca Grignani. 
Tour che si è svolto nei club, è iniziato il 22 marzo 2024 da Fontaneto D'Agogna, e si è concluso a Firenze il 28 aprile 2024. Il tour ha registrato un tutto esaurito ogni data.

## Date
| Data           | Città                   | Luogo           | Spettatori |
| -------------- | ----------------------- | --------------- | ---------- |
| 22 marzo 2024  | Fontaneto d'Agogna (NO) | Phenomeon       | Data zero  |
| 29 marzo 2024  | Taneto (RE)             | Fuori Orario    | Sold Out   |
| 30 marzo 2024  | Senigallia (AN)         | Mamamia         | Sold Out   |
| 3 aprile 2024  | Milano                  | Alcatraz        | Sold Out   |
| 4 aprile 2024  | Torino                  | Milik           | Sold Out   |
| 11 aprile 2024 | Modugno (BA)            | Demodé Club     | Sold Out   |
| 16 aprile 2024 | Ciampino (RM)           | Onion Live Club | Sold Out   |
| 20 aprile 2024 | Pordenone               | Capitol         | Sold Out   |
| 23 aprile 2024 | Pozzuoli (NA)           | Duel Live       | Sold Out   |
| 26 aprile 2024 | Padova                  | Hall            | Sold Out   |
| 28 aprile 2024 | Firenze                 | Viper           | Sold Out   |

## Formazione
- Gianluca Grignani - voce, chitarra
- Salvatore Cafiero - chitarre
- Frè Monti - chitarre
- Luigi Russo - tastiere
- Valerio Bruno - basso
- Antonio De Marianis - batteria